# Isaac Galcerán Cifuentes
Isaac Galcerán Cifuentes (Oviedo, 4 de septiembre de 1867-Madrid, 6 de noviembre de 1954) fue un jurista asturiano, auxiliar en la Universidad de Barcelona y catedrático de Economía Política en la Universidad de Oviedo, donde ejerció varias veces como decano, vicerrector y rector.

## Biografía
Isaac Lorenzo José nace en Oviedo el 4 de septiembre de 1867. Cursa y finaliza sus estudios de Bachiller en Oviedo en el año 1879. Comienza sus estudios universitarios de Derecho en esta ciudad, pero los finaliza en Barcelona, complementando su formación con estudios de Teología. Entre 1885 y 1886 realiza los estudios de Doctorado en la Universidad Central, cursando Filosofía del Derecho, Estudios Superiores de Derecho Romano, Literatura Jurídica y Derecho Político comparado (todo con sobresaliente, menos un notable en Derecho Romano). En 1888 finaliza su licenciatura en Filosofía y Letras por la Universidad de Barcelona, convirtiéndose en doctor de la misma un año más tarde. 
Desempeñó el cargo de auxiliar interino y numerario, catedrático de Economía política y Hacienda Pública de la Universidad de Oviedo y profesor auxiliar interino de Filosofía y Letras. En 1918 es nombrado decano de la facultad de Filosofía y Letras, y un año más tarde se convierte en vicerrector de la Universidad de Oviedo. En el año 1921 es elegido unánimemente para ser decano de la Facultad de Derecho, responsabilidad que abandona en 1922. 
Ejerce de rector de la Universidad de Oviedo desde el año 1924 hasta 1931, al ser nombrado dos veces consecutivas. Posteriormente, fue Inspector de los Servicios Universitarios por orden del comandante militar de Asturias. 
Tuvo dos hijos (Isaac y Eladio) con Presentación de Valdés Peón, su mujer, fallecida el 18 de agosto de 1960.
Muere en Madrid a los ochenta y siete años el 6 de noviembre de 1954. 

## Principales obras
- “Cuestiones de actualidad. Algo sobre la libertad del Papado en la historia y en el derecho”, en La Universidad Española. Periódico dedicado a los profesores y estudiantes hispanos
- “Una nueva teoría sobre la libertad”, (21 de mayo, 1890), a propósito de Henri Bergson,

Ensayos sobre los datos inmediatos de la conciencia. 